# ان‌سی‌تی ویش
ان‌سی‌تی ویش (انگلیسی: NCT Wish) گروه پسرانه ژاپنی و آخرین زیرمجموعه گروه پسرانه کره جنوبی، ان‌سی‌تی است که توسط اس‌ام و اوکس تی‌رکس مدیریت می‌شود و مدیر اس‌ام و خواننده تکخوان بوآ به عنوان تهیه‌کننده گروه فعالیت می‌کند. این گروه متشکل از شش عضو است: شی‌اون، ریکو، یوشی، جه‌هی، ریو و ساکویا. گروه نخستین تک‌آهنگ خود را به نام «دست‌ها بالا» در ۸ اکتبر ۲۰۲۳ قبل از زمان آغاز فعالیت برنامه‌ریزی شده در سال ۲۰۲۴، منتشر کرد.

## اعضا
- شی‌اون (シオン؟)
- ریکو (リク؟)
- یوشی (ユウシ؟)
- جه‌هی (デヨン؟)
- ریو (リョウ؟)
- ساکویا (サクヤ؟)